# 三浦克也
三浦 克也（みうら かつなり、2001年4月28日 - ）は、富山県富山市出身のプロ野球選手（投手・育成選手）。左投左打。読売ジャイアンツ所属。

## 経歴

### プロ入り前
高岡向陵高等学校では2番手投手で、3年間で甲子園大会出場はなかった。
高校卒業後は東京国際大学へ進学。3年春のリーグ戦で初ベンチ入りし、4年春のリーグ戦では8試合に登板し、12回2/3を無失点だった。
2023年10月26日に開催されたドラフト会議にて、読売ジャイアンツから育成1位指名を受けた。11月14日に支度金290万円、年俸400万円で仮契約した。背番号は012。

### 巨人時代
2024年は二軍での登板はなかった。オフに台湾で実施されたアジアウインターベースボールリーグに派遣された。
2025年2月、左肩関節鏡視下肩甲上神経リリースを行ったことが発表された。復帰まで3、4か月要する見込み。

## 詳細情報

### 背番号
- 012（2024年[8] - ）